# Squash na World Games 1997
Wyniki turnieju squasha na World Games 1997. Zawody te odbyły się w dniach 11, 16 i 17 sierpnia w Suurhalli Exhibition.

## Rezultaty

### Mężczyźni
| Lp. | Zawodnik      | Medal |
| --- | ------------- | ----- |
| 1   | Ahmed Barada  |       |
| 2   | Derek Ryan    |       |
| 3   | Graham Ryding |       |

### Kobiety
| Lp. | Zawodniczka       | Medal |
| --- | ----------------- | ----- |
| 1   | Sarah Fitz-Gerald |       |
| 2   | Sabine Schöne     |       |
| 3   | Leilani Joyce     |       |